# Política de Mèxic

Bandera de Mèxic.

Els Estats Units Mexicans són una república federal, democràtica, representativa i presidencialista, formada per la Unió de 31 estats lliures i sobirans. El poder de la federació es divideix en branques legislativa, executiva i judicial diferenciades, d'acord amb la Constitució Política dels Estats Units Mexicans, en vigor des del 5 de febrer, 1917.

## Les tres transformacions del Mèxic independent
Mèxic ha viscut tres transformacions des del final dels tres segles de colonització espanyola: Durant la guerra d'Independència que es va iniciar en 1810 i va concloure el 1821 amb el tractat de Córdoba, el moviment encapçalat per Miguel Hidalgo i José María Morelos va marcar els primers passos per proclamar l'abolició de l'esclavatge. La Guerra de Reforma fou conflicte armat que enfrontà els conservadors amb els liberals del president Benito Juárez entre 1858 i 1861, que va impulsar les lleis de reforma per separar l'església catòlica de l'Estat i va portar a la formació d'un Estat nacional basat en la constitució de Mèxic de 1857, i finalment la Revolució Mexicana contra la dictadura de més de 30 anys de Porfirio Díaz, liderada per Francisco Ignacio Madero González i Emiliano Zapata, que va acabar amb la promulgació de la constitució de Mèxic de 1917, que regeix actualment al país.

## Els Poders de la Unió

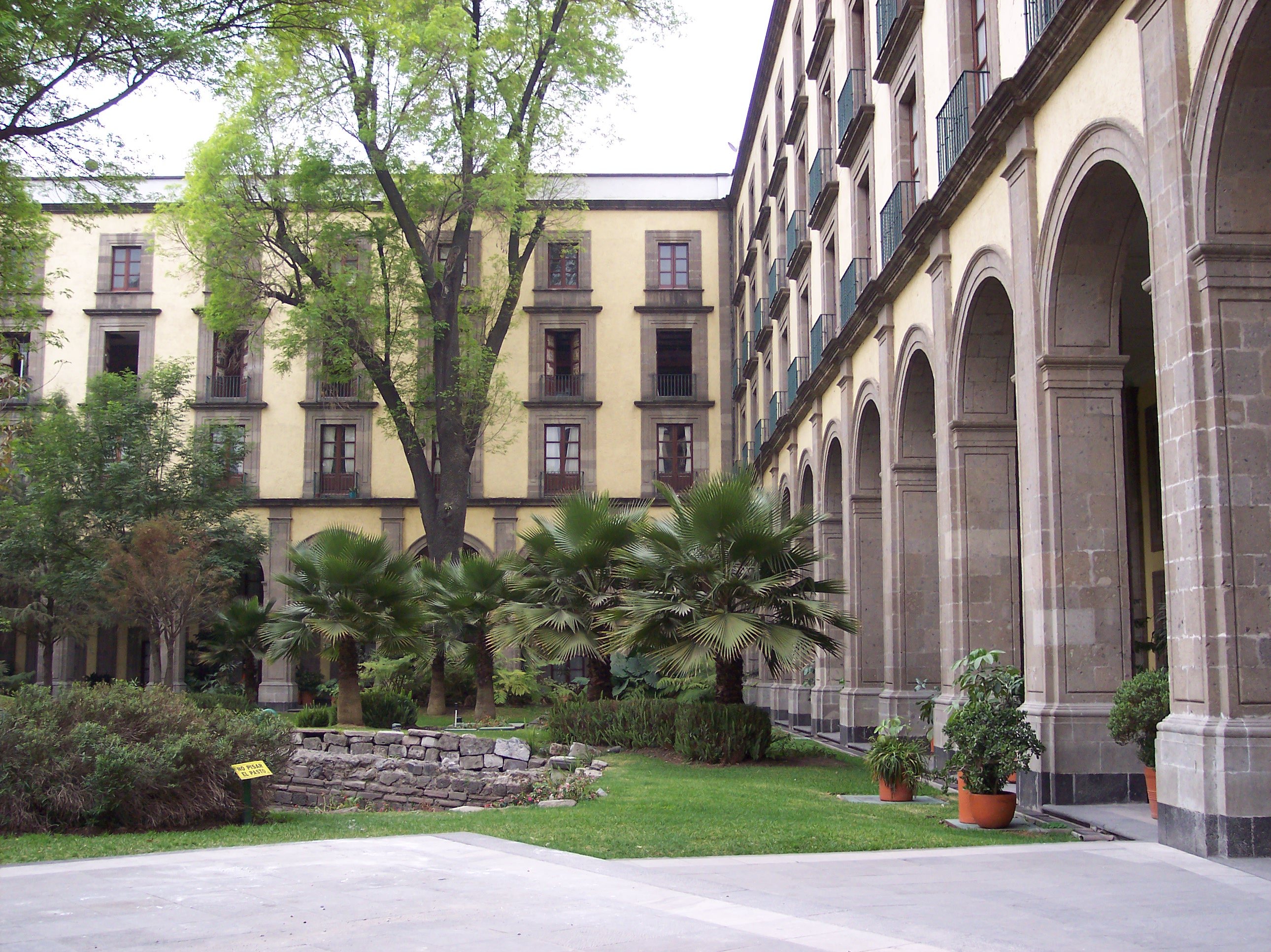
Jardí del Palau Nacional, seu del govern executiu

### Poder executiu: President
Article principal: Presidents de Mèxic
El poder executiu és ostentat pel president de la república, que promulga i executa les lleis dels Congrés de la Unió, el poder legislatiu. És el cap d'Estat i alhora cap de govern de la nació; té un limitat poder legislatiu que exerceix en la proposició dels decrets executius en temes econòmics i financers. El president és elegit per sufragi universal per un període de 6 anys sense cap possibilitat de reelecció. No existeix el càrrec de vicepresident; si el president renuncia, és remogut o mor, un president provisional és designat pel Congrés, el qual convocarà a eleccions.

### Poder legislatiu: Congrés de la Unió
Article principal: Congrés de la Unió
El poder legislatiu és exercit pel Congrés de la Unió, el qual està integrat pel Senat de la República i la Cambra de Diputats. Els senadors són elegits per un període de 6 anys, i els diputats per un període de 3 anys, sense reelecció. Ambdues cambres tenen una composició de representació proporcional mixta amb legisladors electes per mitjà de l'escrutini uninominal majoritari de llurs respectius districtes electorals i legisladors electes per mitjà de l'escrutini proporcional plurinominal amb llistes de partit obertes de 5 circumscripcions nacionals.
El Senat representa als estats de la federació i està integrat per 128 senadors: 
- cada estat i el Districte federal elegeixen, per sufragi universal directe pel principi de majoria relativa (escrutini uninominal majoritari) dos senadors; en total 64 senadors de majoria relativa;
- cada estat i el Districte federal assignen segons el principi de primera minoria, un senador al partit que hagi obtingut la segona posició en el nombre total dels vots; en total 32 senadors de primera minoria;
- s'assignen, pel principi de representació proporcional (escrutini proporcional plurinominal amb llistes de partit obertes), 32 senadors als partits d'acord amb el percentatge de vots obtinguts en les eleccions a nivell federal.

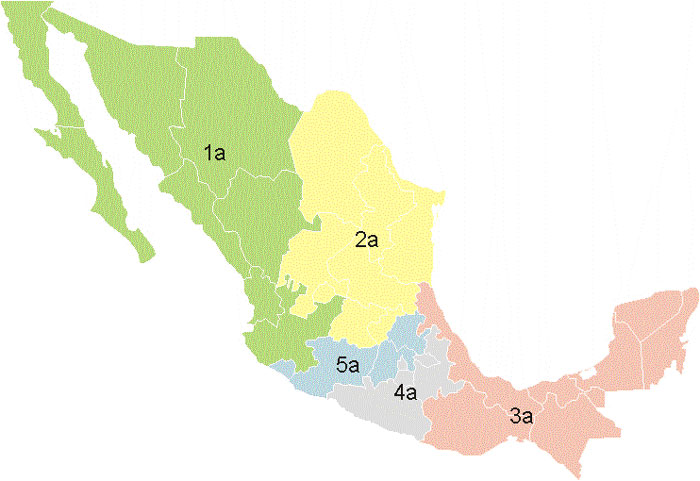
Circumscripcions per a l'elecció dels diputats plurinominals

La Cambra dels Diputats representa als ciutadans de la nació, i està integrada per 500 diputats:
- 300 s'elegeixen per majoria relativa en el vot directe per cada districte electoral en què està dividit el país (d'una grandària poblacional similar).
- 200 escons s'assignen als partits d'acord amb el percentatge de vots obtinguts en les eleccions amb llistes de partit en 5 circumscripcions en què està dividit el país (40 diputats per circumscripció), segons el principi de representació proporcional.

Els senadors i diputats assignats per representació proporcional es coneixen a Mèxic com a senadors i diputats "plurinominals".

### Poder judicial: Suprema Cort de Justícia
La branca judicial està conformada per la Suprema Cort de Justícia, integrada per 9 jutges seleccionats pel president i aprovats pel Congrés de la Unió, i pels altres tribunals menors.

## Partits polítics
Article principal: Partits polítics de Mèxic
Els següents són els partits actuals de Mèxic:
- Moviment Regeneració Nacional (Morena)
- Moviment Ciutadà (MC)
- Partit Acció Nacional (PAN)
- Partit Revolucionari Institucional (PRI)
- Partit del Treball (PT)
- Partit Verd Ecologista de Mèxic (PVEM)

Un nou patit pot registrar-se davant l'Institut Federal Electoral (IFE), un cos independent creat el 1990 que regula els processos electorals del país. Els partits, però, han d'aconseguir un percentatge de vots superior al 2% nacional per conservar el seu registre i perquè el siguin assignats diputats i senadors plurinominals.

## Composició política

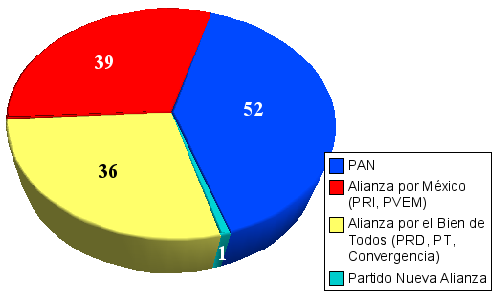
Composició del Senat

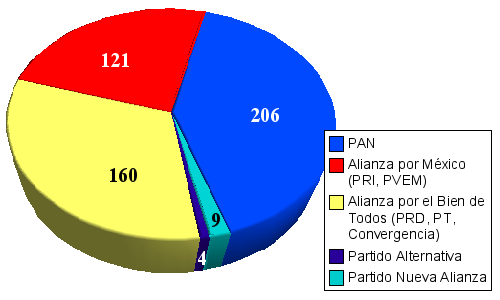
Composició de la Cambra dels Diputats

En les eleccions federals del 2 de juliol, 2006, es va elegir el president de la República i es va renovar tot el Congrés de la Unió. El PRD, PT i CV van participar com a coalició "Pel Bé de Tots" i el PRI i PVEM com a coalició "Aliança per Mèxic". La composició de les institucions polítiques és:
- President de la República: Felipe Calderón, candidat del Partit Acció Nacional, elegit per al període del 2006-2012.
- Congrés de la Unió:
  - Senat (2006-2012): PAN 52 senadors (32 majoria relativa, 9 primera minoria, 11 representació proporcional), PRI-PVEM 39 senadors (10 majoria relativa, 19 primera minoria, 10 representació proporcional), PRD-PT-CV 36 senadors (22 majoria relativa, 4 primera minoria, 10 representació proporcional), PANAL 1 senador per representació proporcional
  - Cambra dels Diputats (2006-2009): PAN 206 diputats (136 majoria relativa, 69 representació proporcional), PRD-PT-CV 160 diputats (100 majoria relativa, 60 representació proporcional), PRI 121 diputats (63 majoria relativa, 58 representació proporcional), PANAL 9 diputats per representació proporcional i PASC 4 diputats per representació propocional.

## Els poders dels estats de la federació
Mèxic està integrat per 31 estats "lliures i sobirans". Com a tals, cada estat té una constitució pròpia, i una separació de poders: el poder executiu recau sobre el governador de l'estat, el poder legislatiu sobre el Congrés unicameral de l'estat, i el poder judicial sobre els tribunals de justícia superiors de l'estat. Els estats són independents els uns dels altres, i tenen el dret de governar-se d'acord amb les seves pròpies lleis, que no han de contradir la constitució federal. La constitució federal, però, compren temes d'organització política nacional; cada estat té autonomia legal i elabora el seu propi codi civil i penal, i té un cos judicial regional.
El Districte Federal té un estatus especial, ja que és la seu del poders de la federació i, per tant, pertany a tots els estats per igual. Històricament els seus caps de govern eren designats pel president en nom de la federació. Les demandes dels residents per més autonomia legal, ja que 8 milions de mexicans, habiten al Districte Federal, van canviar la configuració política de l'entitat. Des del 1997 els residents poden elegir al cap de govern i als membres d'un cos legislatiu anomenat "Assemblea Legislativa". Al Senat, el Districte Federal té la mateixa representació que qualsevol estat.

Governs dels estats per partit polític

El poder executiu de cadascun dels estats de la federació s'anomena "governatura". El 2005 aquesta era la composició política del poder executiu dels estats de la federació:
- El PRI té la governatura de 18 estats: Campeche, Chihuahua, Coahuila, Colima, Durango, Hidalgo, Mèxic, Nayarit, Nuevo León, Oaxaca, Puebla, Quintana Roo, Sinaloa, Sonora, estat de Tabasco, Tamaulipas, Veracruz i Yucatán.
- El PAN governa vuit estats: Aguascalientes, Baixa Califòrnia, Guanajuato, Jalisco, estat de Morelos, estat de Querétaro, San Luis Potosí i Tlaxcala.
- El PRD té la governatura 5 estats i el Districte federal: Baixa Califòrnia Sud, Chiapas, Guerrero, Michoacán, Zacatecas.

## Eleccions presidencials del 2006

### Resultats oficials

Aquest mapa mostra els resultats preliminars per a l'elecció de president de la República amb el 80% del còmput; als estats en groc el PRD ha obtingut majoria, als estats en blau el PAN l'ha obtinguda; el PRI no ha obtingut majoria a cap estat

Els candidats presidencials i els resultats obtinguts són:
- Felipe Calderón del PAN, el 35,88%
- Andrés Manuel López Obrador de la coalició PRD-PT-Convergència, anomenada "Pel bé de tots" (Por el bien de todos), el 35,31%
- Roberto Madrazo de la coalició PRI-PVEM, anomenada "Aliança per Mèxic" (Alianza por México), el 22,27%
- Roberto Campa del Partit Nova Aliança, el 0,96%
- Patricia Mercado del Partit Alternativa Social-Demòcrata i Camperola, el 2,7%

Aquestes eleccions també serien les primeres en què els mexicans residents a l'exterior podien votar. S'estima que 4 milions de mexicans viuen a l'estranger, principalment als Estats Units; això no obstant, només poc més de 40.000 persones es van registrar per fer-ho. Dels 70 milions de mexicans en edat per votar, només poc més del 40 milions ho van fer.
Els resultats de les eleccions per estat mostren una clara divisió territorial del país en què el nord, una regió més rica, va votar pel PAN, mentre que el sud, una regió més pobre, va votar pel PRD.

### Procés postelectoral i la creació del govern paral·lel
Les eleccions presidencials del 2006 van ser les més competides i controvertibles de la història del país. El còmput estadísitc preliminar (conegut com a PREP) va donar la victòria a Calderón per 0,6%, resultat que López Obrador es va negar a acceptar. El 5 de juliol va iniciar el còmput físic i oficial de les actes el qual va donar la victòria a Calderón per només el 0,58%, és a dir poc més de 240.000 d'un total de més de 40 milions de vots.
López Obrador va impugnar les eleccions i va convocar els seus simpatitzants a manifestar-se perquè es "respectés" la seva victòria (que assegurava era major a 500.000 vots) i acusant l'IFE de frau electoral. Va demanar un nou recompte "vot per vot". Ell i els seus manifestants van acampar a la Plaça de la Constitució per quaranta dies, i van tancar les principals avingudes de la ciutat, l'entrada a la Borsa de Valors i de diverses institucions financeres així com les estacions de peatge de les principals autopistes d'entrada a la ciutat de Mèxic. El Tribunal Electoral el Poder Judicial de la Federació (TEPJF) el 5 d'agost va negar la petició del recompte total atès que López Obardor va impugnar legalment només 230 dels 300 districtes i perquè no hi havia prou evidència de frau i d'irregularitats  Arxivat 2006-08-10 a Wayback Machine.. El TEPJF, això no obstant, va orderar el recompte de les actes amb irregularitats (11.839 o el 9% de totes les actes), però, en acabar el recompte, el resultat no va ser alterat (Calderón guanyaria pel 0,56%) i el 5 de setembre va declarar oficialment la victòria de Calderón en donar-li la "constància de majoria". López Obrador no va acceptar la resolució, i l'ha anomenada com a "imposició ilegítima" de la "dreta feixista" que ha "segrestat les institucions", i que la decisió del Tribunal va realitzar un "cop d'Estat" en ratificar la victòria de Calderón. Curiosament, López Obrador no va acusar de frau electoral ni va impugnar els resultats històrics de les eleccions parlamentàries concurrents en què el seu partit va aconseguir el major nombre d'escons de la seva història, convertint-se en la primera minoria parlamentària en un Congrés en què cap partit va aconseguir majoria absoluta.
El 16 de setembre, 2006, va convocar una "Assemblea Democràtica Nacional" integrada per simpatitzants de diverses regions del país, principalment del Districte Federal i l'estat de Mèxic, la qual el va nomenar, per mitjà d'una votació a mà alçada, "president legítim de Mèxic". Calderón va assumir l'1 de desembre enmig de les protestes dels diputats del PRD.